# بنك ميانمار المركزي
بنك ميانمار المركزي هو البنك المركزي في ميانمار.

## وظيفة
حرّر بنك ميانمار المركزي المنظمات المالية للمنافسة والكفاءة والاندماج في النظام المالي الإقليمي. اعتبارًا من نهاية ديسمبر 2007، يوجد 15 بنكًا محليًا خاصًا و 13 مكتبًا تمثيليًا للبنوك الأجنبية وثلاثة مكاتب تمثيلية لشركات التأمين الأجنبية في ميانمار. وفقًا للتغيرات في المتطلبات الاقتصادية للبلد، ارتفعت قيمة البنك المركزي من 10% إلى 12% منذ 1 أبريل 2006.
تسارعت عملية التحرير الزراعي بعد القضاء على نظام المشتريات الحكومية للمحاصيل الزراعية الرئيسية مثل الأرز والبقول وقصب السكر والقطن، وما إلى ذلك، في 2003-2004. خفضت الدولة أيضا المدخلات الزراعية المدعومة، وخاصة الأسمدة. بقصد تعزيز المشاركة الخاصة في تجارة المنتجات والمدخلات الزراعية، تشجع الحكومة الآن تصدير المحاصيل التي لديها فائض في الأسواق المحلية أو المزروعة في أراضي البور أو النفايات، مما يتيح الفرص للمزارعين والمنتجين الخاصين.
بناءً على توجيهات وزارة المالية والإيرادات، فإن هيئة تدابير بناء الثقة مسؤولة عن الاستقرار المالي والإشراف على القطاع المالي في ميانمار. تشمل التغطية المؤسسية لهيئة الرقابة المالية البنوك المملوكة للدولة والبنوك الخاصة في ميانمار. يتم استخدام طريقتين رئيسيتين (الفحص في الموقع والرصد خارج الموقع) حاليًا للإشراف على الاستقرار المالي وتنظيمه ومراقبته.
يشمل الفحص في الموقع تقييم الأنشطة المالية للبنوك والإدارة الداخلية، وتحديد المجالات التي تتطلب اتخاذ إجراءات تصحيحية وتحليل معاملاتهم المصرفية وظروفهم المالية، والتأكد من أنها تتفق مع القوانين والقواعد واللوائح السارية وتعليمات تدابير بناء الثقة باستخدام كاميل. تعتمد عمليات المراقبة خارج الموقع عادة على التقارير الأسبوعية والشهرية والفصلية والسنوية التي تقدمها البنوك إلى مصرف البحرين المركزي.
أصدر البنك المركزي أيضًا إرشادات حول متطلبات الاحتياطي القانوني ومدى كفاية رأس المال والسيولة وتصنيف القروض المتعثرة ومخصص الديون المشكوك في تحصيلها وحد الإقراض الفردي وما إلى ذلك. تم تحديد متطلبات الاحتياطي والسيولة وكفاية رأس المال المطلوب الحفاظ عليها من قبل المؤسسات المالية وفقًا لمعايير بنك التسويات الدولية . ومع ذلك، فإن تنفيذ بازل 2 سيستغرق بضع سنوات أخرى.